# ×Elymordeum
× Elymordeum là một chi thực vật có hoa trong họ Hòa thảo (Poaceae).

## Loài
Chi × Elymordeum gồm các loài: